# J-Air

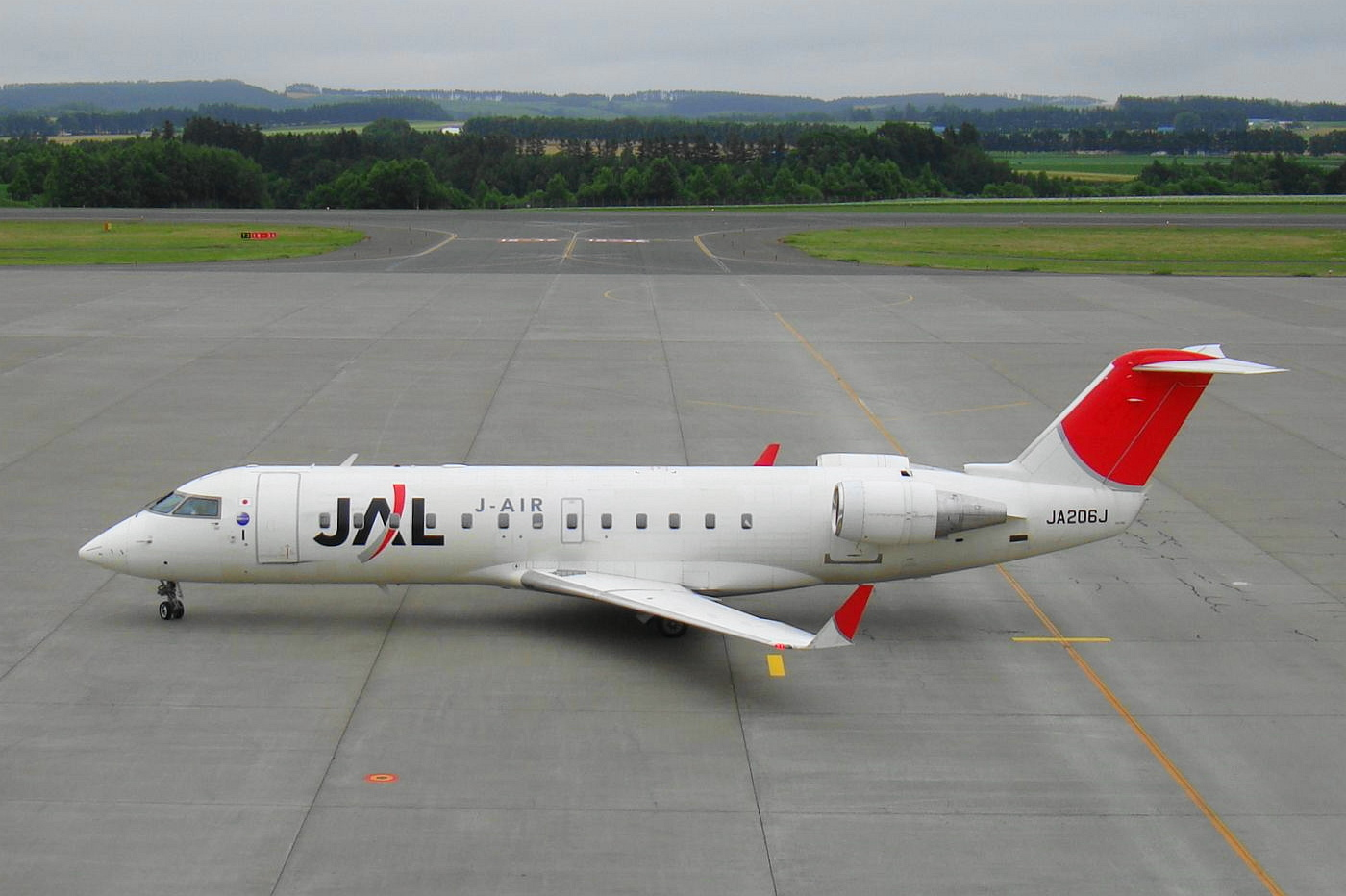
CRJ200 de J-Air.

J-Air Co., Ltd. (japonés: 株式会社ジェイエア; Kabushiki-gaisha Jei Ea) es una aerolínea filial de Japan Airlines (JAL). Con base en Toyoyama, Distrito de Nishikasugai, Prefectura de Aichi, en las proximidades del Aeródromo de Nagoya, J-Air efectúa vuelos de alimentación en las cuatro grandes islas de Japón. Desde el 17 de febrero de 2005 cuando se inauguró el Aeropuerto Internacional de Chūbu Centrair, es la única aerolínea que continúa efectuando vuelos regulares desde el aeródromo de Nagoya. También tiene una pequeña base de operaciones en el Aeropuerto Internacional de Osaka (Aeropuerto de Itami).
J-Air es una aerolínea afiliada de Oneworld.

## Códigos
- Código IATA: XM
- Código ICAO: JLJ
- Callsign: J-AIR

Todos sus asientos son vendidos bajo el sobrenombre de JAL aunque todos los billetes llevan las letras JL tras JAL.

## Historia
El 8 de abril de 1988, JAL Flight Academy Co., Ltd. (JFA) fue fundada en el Aeropuerto de Hiroshima-Nishi en Hiroshima. En abril de 1991, una nueva división de JFA fue creada para operar vuelos regulares para hacerse cargo de los vuelos de Nishi Seto Airlink. En septiembre de 1991, un Jetstream 31 (JS31) de diecinueve plazas reemplazó al Embraer EMB 110 Bandeirante desde Nishi Seto. Los JS31 fueron añadidos progresivamente a la flota. 
El 8 de agosto de 1996, J-Air Co., Ltd fue fundada en Hiroshima para identificarse como aerolínea. Desde abril de 2001, la conclusión del subsidio gubernamental obligó a ser autosuficiente a J-Air.
El 1 de abril de 2007, J-Air entró en la alianza "Oneworld" como aerolínea afiliada.
También el 22 de febrero de 2007, J-Air anunció un pedido por diez Embraer E-170 (78 pasajeros) con opción a cinco más. Recibió el primer avión de este pedido en octubre de 2008, y comenzó a operar en febrero de 2009. Los Embraer E-170 de J-Air operarán en el Aeropuerto Internacional de Tokio (Haneda) y el Aeropuerto Internacional de Osaka (Itami).

## Destinos
J-Air opera vuelos a los siguientes destinos:

### Hokkaidō
- Obihiro (Aeropuerto de Obihiro)
- Chitose/Sapporo (Nuevo Aeropuerto de Chitose)

### Honshū
- Región de Chūbu
  - Prefectura de Aichi
    - Nagoya (Aeródromo de Nagoya): Base principal

  - Prefectura de Niigata
    - Niigata (Aeropuerto de Niigata)
- Región de Kansai
  - Prefectura de Hyōgo
  - Prefectura de Osaka
    - Aeropuerto Internacional de Osaka (Aeropuerto Itami): Base secundaria
- Región de Kantō
  - Prefectura de Chiba
    - Narita (Aeropuerto Internacional de Narita) - Aeropuerto internacional de Tokio
- Región de Tōhoku
  - Prefectura de Akita
    - Akita (Aeropuerto de Akita)

  - Prefectura de Fukushima
    - Tamakawa/Kōriyama (Aeropuerto Fukushima)

  - Prefectura de Iwate
    - Hanamaki/Morioka (Aeropuerto de Hanamaki)

  - Prefectura de Yamagata
    - Yamagata (Aeropuerto de Yamagata)

### Kyūshū
- Prefectura de Fukuoka
  - Fukuoka (Aeropuerto de Fukuoka)
- Prefectura de Miyazaki
  - Miyazaki (Aeropuerto de Miyazaki)

### Shikoku
- Prefectura de Ehime
  - Matsuyama (Aeropuerto de Matsuyama)
- Prefectura de Kōchi
  - Kōchi (Aeropuerto de Kōchi Ryōma)

No ofrece servicios de carga.

## Flota
La flota de la aerolínea está compuesta por los siguientes aviones, con una edad media de 6.3 años (septiembre de 2020).